# Küchenabfallzerkleinerer

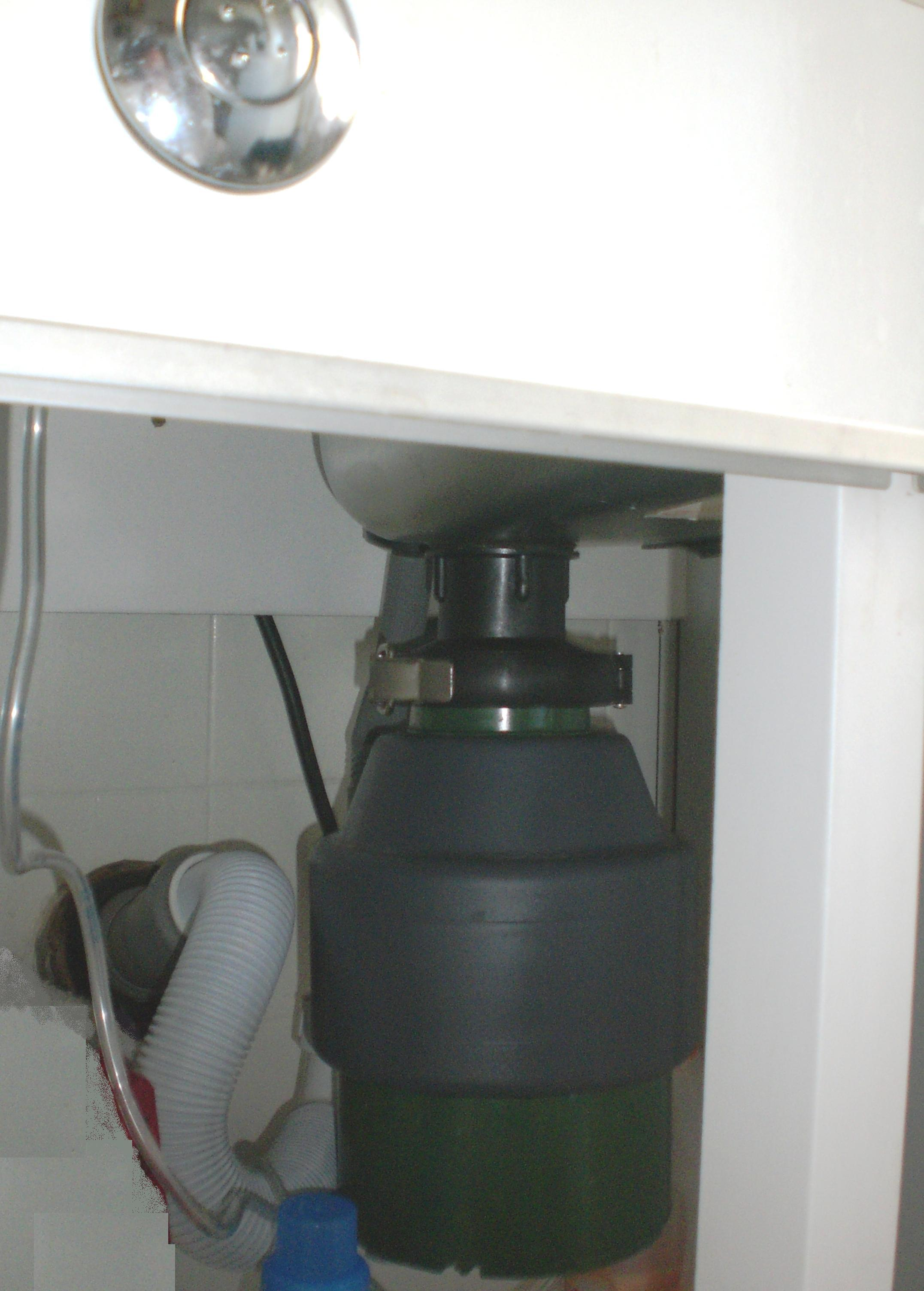
Ein Küchenabfallzerkleinerer mit Luftdruckschalter (oben) zum Anschluss an kleine Spülenabläufe.

Ein Küchenabfallzerkleinerer (KAZ, auch Küchenabfallentsorger) ist ein Mazerator zur Zerkleinerung organischer Küchenabfälle. Insbesondere in den USA werden die Geräte meist direkt an den Ablauf der Küchenspüle angebaut, um biologisch abbaubare Abfälle zu zerkleinern und mit dem normalen Küchenabwasser durch die Kanalisation in die Kläranlage zu spülen.
Küchenabfallzerkleinerer werden in der Regel angeschafft, weil sie den Arbeitsablauf in der Küche erleichtern. Nur in den seltenen Fällen können sie die Biotonne auf dem Grundstück ersetzen.
International werden in den meisten Großstädten Küchenabfälle im allgemeinen Hausmüll entsorgt, gelangen auf Mülldeponien und werden dort unter anderem in das Treibhausgas Methan umgesetzt. Bei geeigneter Infrastruktur ließen sich Küchenabfälle zerkleinert über das Abwassersystem entsorgen, zentral zur Biogasgewinnung nutzen und in der Landwirtschaft als Düngemittel verwerten. In den USA wurde seit der Einführung der Geräte um 1960 eine Reduzierung des organischen Anteils im Hausmüll auf die Hälfte festgestellt.
Aufgrund des Anschaffungs- und Installationsaufwands der Geräte liegen die volkswirtschaftlichen Gesamtkosten des Einsatzes höher als bei anderen Entsorgungswegen. Die Ökobilanz ist tendenziell besser, kann gegenüber der Entsorgung über die Biomülltonne und Kompostierung je nach Rahmenbedingungen aber auch schlechter ausfallen.

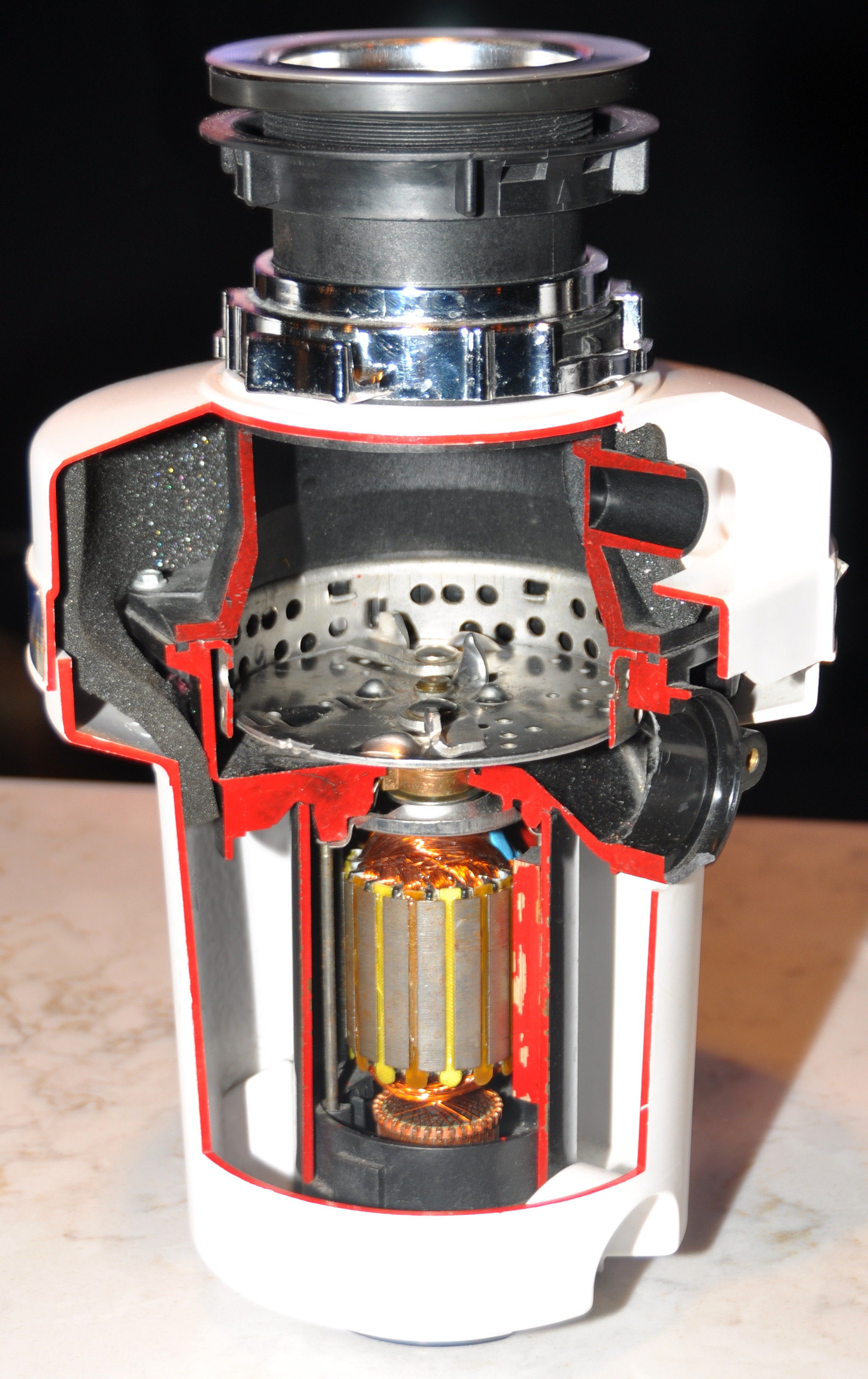
Schnittmodell; Oben der Einlauf, unterhalb die Zerkleinerungskammer mit Auslauf, unten der Elektromotor für den Antrieb

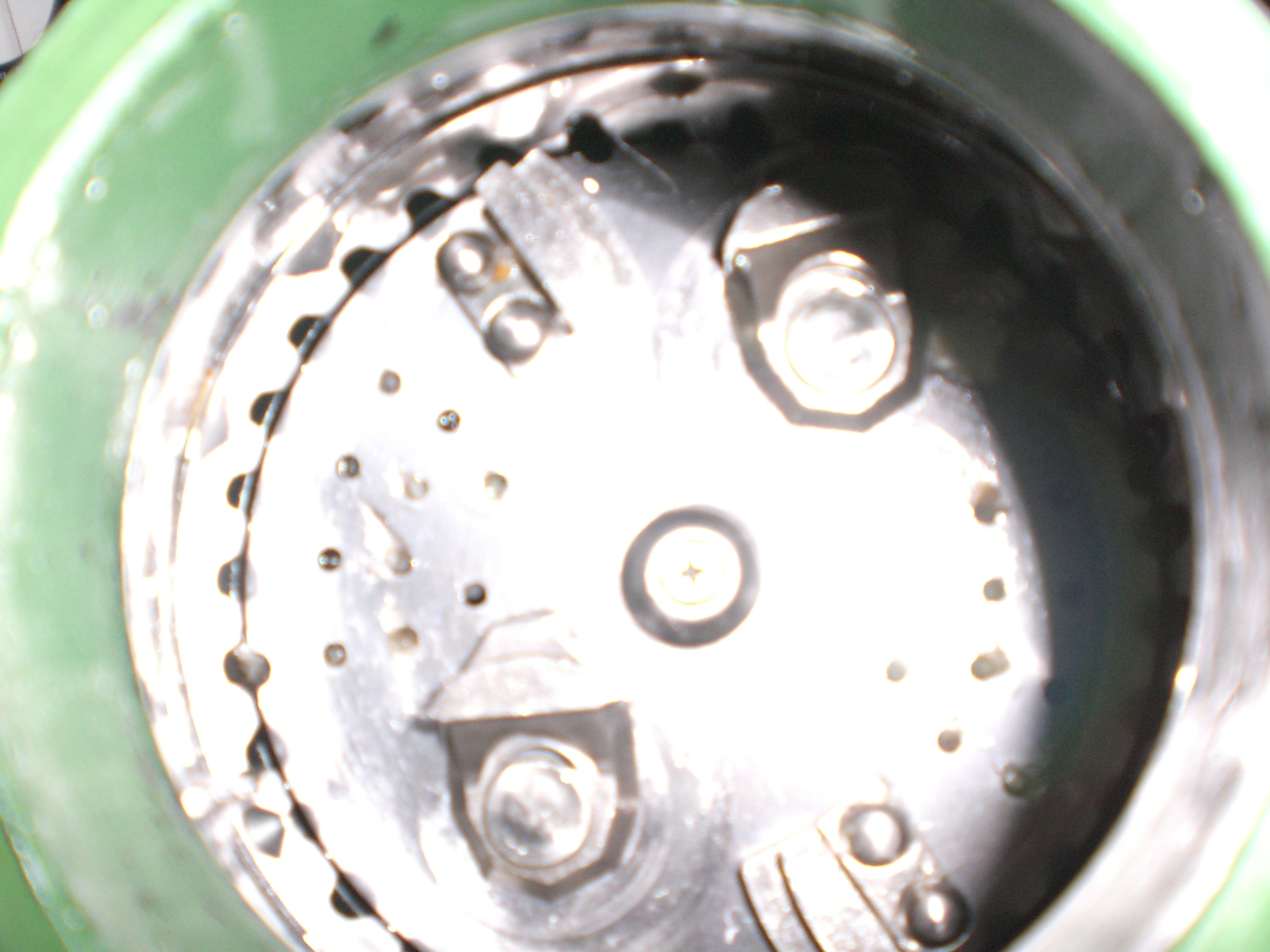
Zerkleinerungskammer eines Küchenabfallzerkleinerers von oben

## Allgemeines
Die feuchten Abfälle werden im elektrisch betriebenen Küchenabfallzerkleinerer in millimetergroße Partikel zerteilt und mit dem Abwasser über die öffentliche Kanalisation in die Kläranlagen transportiert. Abgesehen von der durchschnittlichen Partikelgröße besteht kein prinzipieller Unterschied zur Entsorgung von Fäkalien über Kanalisation und Klärwerke.
Der erste Küchenabfallzerkleinerer wurde 1927 von John Hammes in den USA entwickelt und in den folgenden Jahren von seiner 1938 gegründeten Firma auf den dortigen Markt gebracht. Die Zahl der im Einsatz befindlichen Zerkleinerer schätzt man in den USA auf ca. 75 Millionen, weltweit auf ca. 120 Millionen.

## Eigenschaften und Funktion
Die Geräte sind etwa 30 Zentimeter hoch und weisen einen Durchmesser von 15 bis 20 Zentimeter auf. Sie werden zwischen den Spülenablauf und dem Siphon unterhalb der Küchenspüle installiert und mit normaler Netzspannung betrieben. Der Wasserabfluss ist auch bei abgeschaltetem Gerät gewährleistet.
Durch den Spülenablauf fallen Küchenabfälle in einen Behälter (Mahlkammer) mit einer rotierende Scheibe, auf der aufrechtstehende Schneiden, kleine Hammer oder Mahlbacken teils beweglich angebracht sind. Die Abfälle bewegen sich durch Zentrifugalkraft nach außen. Ausreichend kleine Partikel treten durch eine gelochte oder geschlitzte Trommel (Mahlring) und werden schließlich in den Abfluss gespült. Die Löcher haben einen Durchmesser von ca. 5 mm. Zu zähes Material wie Holz oder langfaserige Speiseabfälle wie z. B. Lauch werden von manchen Geräten nicht ausreichend zerkleinert.
Der Drehteller rotiert typischerweise mit 1400 bis 2800 Umdrehungen pro Minute. Die Leistungsaufnahme der Motoren bewegt sich zwischen 200 und 1500 Watt.
Moderne Geräte sind so ausgelegt, dass harte Materialien wie Glas und Metall nicht zerkleinert werden und im Gerät verbleiben. Sie müssen manuell aus der Kammer entfernt werden.
Beim Zerkleinern soll kaltes Wasser zugegeben werden, damit sich Fette und Öle an den pflanzlichen Partikeln anlagern. Warmes Wasser transportiert Fette zunächst in flüssiger Form. Beim Erkalten können sie sich dann in den Abflussleitungen ablagern.

## Verbreitung
Küchenabfallzerkleinerer sind weltweit überwiegend nur in englischsprachigen Ländern bekannt. Aufgrund der frühen Entwicklung der Geräte in den USA und der Förderung durch die Kommunen besaßen dort im Jahr 2013 ca. 50 % der Haushalte einen Küchenabfallzerkleinerer. In verschiedenen US-amerikanischen Städten sind die Geräte behördlich vorgeschrieben.
In Europa sind sie in folgenden Ländern ausdrücklich zugelassen:
- Dänemark
- Großbritannien
- Irland
- Italien
- Norwegen
- Spanien (aber nicht in Madrid[4])

In einigen englischen und italienischen Kommunen erhalten die Bürger Zuschüsse für die Anschaffung von Küchenabfallzerkleinerern.
Deutsche Hersteller boten Küchenabfallzerkleinerer in den 1950er Jahren zumindest zeitweilig an. So stellte etwa die Firma Alexanderwerk ein entsprechendes Modell her.

## Rechtliche Situation
In der EU können Küchenabfallzerkleinerer zugelassen werden. So besagt EN 12056-1 Kapitel 4, Absatz 6: „Die Anforderungen an die Qualität und die Volumenströme von Abwasser, welches direkt in das öffentliche Kanalnetz eingeleitet wird, sind Gegenstand nationaler und regionaler Vorschriften und technischer Regeln und sind einzuhalten. Das Eindringen von Stoffen in die Anlage, die deren Wirksamkeit stören oder die von den zuständigen Behörden nicht zugelassen sind, ist zu verhindern. Nationale und regionale Vorschriften und technische Regeln können den Gebrauch von Abfallzerkleinerern zulassen.“
In Deutschland wird eine solche Zulassung, wie in vielen EU-Ländern auch, zumeist abgelehnt. DIN 1986-100, Nr. 6.5 vom Oktober 2001: „Zerkleinerungsgeräte für Küchenabfälle, Müll, Papier usw. sowie Handtuchspender mit Spülvorrichtung, bei denen das zerkleinerte Spülgut in die Entwässerungsanlage gelangen kann, dürfen nicht an die Abwasseranlage angeschlossen werden.“ In der Nachfolgeregelung DIN 12056 wird das Gerät nicht mehr erwähnt. Es gibt in Deutschland kein nationales Verbot, die meisten Kommunen verbieten aber die Einleitung von Küchenabfällen, auch in zerkleinerter Form, in ihren Entwässerungssatzungen.
In der Schweiz verbietet die Gewässerschutzverordnung, „feste und flüssige Abfälle mit dem Abwasser zu entsorgen“, und damit den Einsatz von Küchenabfallzerkleinerern.
In Österreich ist der Einbau und Betrieb eines Küchenabfallzerkleinerers gemäß Wasserrechtsgesetz (WRG) und Abfallwirtschaftsgesetz (AWG) verboten. Bei Bekanntwerden derartiger Vergehen hat die zuständige Bezirksverwaltungsbehörde Maßnahmen zur Herstellung des gesetzlichen Zustandes anzuordnen. Neben den einzuleitenden Strafverfahren hat die Behörde auch die nachgewiesene Entfernung dieser Geräte zu veranlassen.

## Entsorgungswege von Bioabfällen
Fricke hat 2003 und in den Jahren davor genaue Untersuchungen hinsichtlich des häuslichen Wegwerfverhaltens unternommen. Dabei wurde der Anteil organischer Abfälle im Hausmüll mit 33–51 Gewichtsprozenten ermittelt. Der Anteil des organischen Abfalls habe sich auch durch die Biotonne nur auf 27–39 % verringert und bilde nach wie vor den größten Anteil am Restmüll.
Küchenabfälle bestehen bis zu 90 % aus Wasser, deshalb liegt es nahe, diese zusammen mit dem Abwasser zu entsorgen. In manchen Regionen ist es üblich, organische Küchenabfälle über die Toilette zu entsorgen. Eine vorherige Zerkleinerung ist vorteilhaft, da zerkleinerte Partikel in den Abwasserleitungen besser ablaufen können. Ebenso wie menschliche Ausscheidungen und Toilettenpapier können zerkleinerte Küchenabfälle im Faulturm kompostiert und zur Gewinnung von Biogas genutzt werden.
Seit Mitte 2005 ist die Deponierung unbehandelter Abfälle in der EU größtenteils verboten. In Deutschland findet kaum mehr eine Deponierung statt. Der sogenannte Restmüll wird verbrannt. Anteile von Biomüll im Restmüll verringern die Energieausbeute beim Verbrennen oder erfordern den Einsatz zusätzlichen Brennstoffs. Insbesondere in Regionen, in denen eine getrennte Entsorgung von Biomüll nicht üblich ist, kann durch die Entsorgung von biologischen Abfällen mit dem Abwasser das Restmüllvolumen deutlich reduziert werden.
2007 wurden bundesweit ca. 6 Millionen Tonnen Bioabfälle gesammelt, wofür die Bürger bei Kosten in Höhe von 50 bis 100 Euro pro Biotonne mit Gebühren in Höhe von ca. 400 bis 800 Millionen Euro belastet wurden. Ein (kleinerer) Teil davon könnte durch die Verwendung von Küchenabfallzerkleinerern eingespart werden.
Die sofortige Entsorgung von Bioabfällen im Zerkleinerer beugt der Entstehung von Schimmelpilzen vor, deren Mykotoxine über die Lunge aufgenommen und insbesondere Allergikern und anderen gesundheitlich disponierten Menschen schaden können (siehe auch Biotonne).
Nach einer Studie, die in den 1990er-Jahren unter dem damaligen New Yorker Bürgermeister Rudy Giuliani erstellt wurde, könnte – besonders in Großstädten ohne lückenlos und zuverlässig funktionierende Müllentsorgungssysteme – eine Entsorgung von Biomüll über die Kanalisation zur Eindämmung von tierischen „Krankheitsüberträgern“ (wie „Füchse, Ratten, Fliegen, Kakerlaken usw.“) beitragen, die sich von unsachgemäß entsorgten Küchenabfällen ernähren. Die Entsorgung über das Abwasser kann unter Umweltgesichtspunkten als Teil eines integrierten Abfall- bzw. Wassermanagementsystems vorteilhaft sein, insbesondere dann, wenn eine Eigenkompostierung überwiegend nicht möglich ist und der kommunale Klärschlamm sinnvoll verwertet wird.

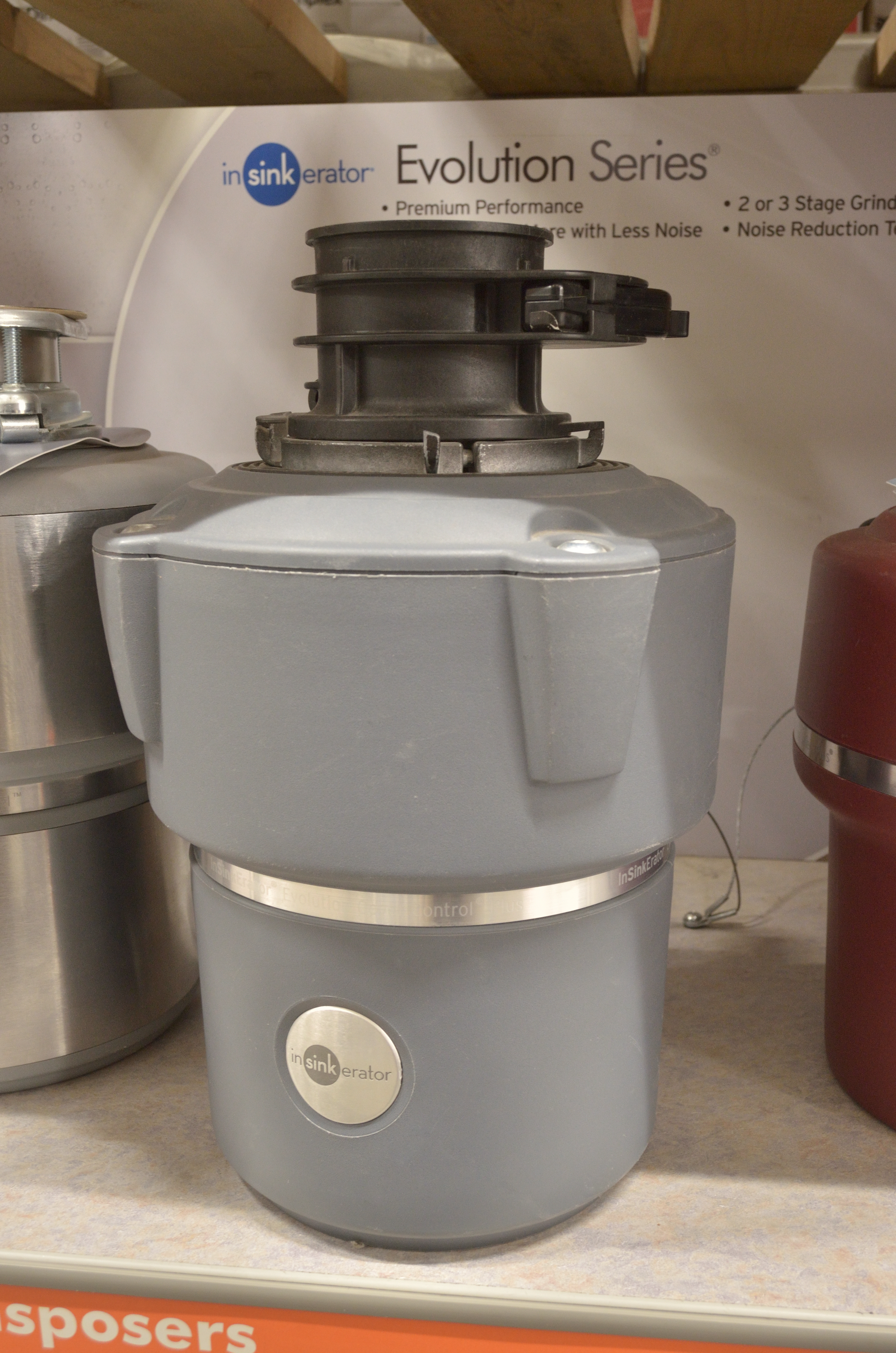
Küchenabfallzerkleinerer vor dem Einbau

## Auswirkung auf Kanalisation und Kläranlagen
Der Leiter der bautechnischen Abteilung der ETH Zürich ging 1955 von folgenden Einflüssen aus, wenn sämtliche Haushalte mit einer „Küchenmühle“ ausgestattet wären:
- Zunahme des täglichen Abwasseranfalles von rund 8 bis 10 Litern pro Einwohner
- täglicher Anfall an Küchenabfall 100–400 g/Einwohner (extrem 900 g; im Winter weniger, im Sommer mehr) mit einem Wassergehalt von 75–85 %, d. h. Trockengewicht 20–130 g/Einwohner und Tag, im Mittel etwa 55 g/Einwohner und Tag
- Zunahme des Sandgehaltes des Abwassers um 20–40 %
- die geringe Zunahme des Rechengutes dürfte zu vernachlässigen sein
- der Gehalt an absetzbaren Stoffen nimmt um 15–50 % zu (extrem 100 %)
- Zunahme der Schlammmenge um 15–30 %.
- Verbesserung des Kläreffektes der Absetzbecken durch die Kehrichtzugabe um 2–5 %.
- der biochemische Sauerstoffbedarf (BSB5) des Rohwassers weist eine Zunahme um 30–50 % auf (extrem 100 %).
- Zunahme der Konzentration des in Absetzbecken geklärten Abwassers um rund 5–20 %.
- erhöhter Gasanfall 100 %, extrem 250 %.[17]

### Auswirkungen auf die Kanalisation
Es wird davon ausgegangen, dass die Population der in der Kanalisation lebenden Ratten aufgrund der Nutzung von Küchenabfallzerkleinerern nicht zunimmt, da diese die kleinen im Wasser verteilten und durchfeuchteten Partikel nicht aufnehmen. Interessant wären eher größere Bestandteile, die etwa in der Toilette heruntergespült werden, aber auch diese nur, wenn sie an einem Ort liegen oder hängen bleiben, an dem die Ratten sie zunächst untersuchen können. Ratten scheinen die Kanalisation eher als Verkehrsweg, Rückzugs- und Wohnort zu nutzen denn zur Nahrungsaufnahme.:50–53
Denkbar ist auch die Bildung von Ablagerungen im Kanalnetz.
Es wird erwartet, dass sich die pro Person ins Abwasser gelangende Fettmenge bei Nutzung eines Zerkleinerers in der Küche um mehr als 50 % erhöhen kann. Dennoch scheinen Fett-Ablagerungen im Kanalnetz überwiegend auf Restaurants und Großbetriebe zurückzugehen, deren größere Abwassermenge sich erst beim Eintritt in den Sammelkanal so weit abkühlt, dass das Fett erstarrt und sich dann relativ nah der Mündung der Abwasserleitung des Gebäudes an der Kanalwand absetzt. Von der im Hauptstrom transportierten Fettmenge sind rund 80 % an Feststoffpartikel gebunden und können durch Sedimentation abgeschieden werden. Wenn der Abfallzerkleinerer während der Nutzung mit kaltem Wasser gespült wird, ist davon auszugehen, dass ein Großteil des Fetts von den zerkleinerten Partikeln adsorbiert wird und nicht in der Leitung absetzt.:48–50
In Deutschland wird rund die Hälfte aller Kanalsysteme noch als Mischsystem für Regen- und Abwasser betrieben. Dadurch kommt es bei Starkregenereignissen zum Austrag der Bioabfälle über die Entlastungsanlagen in die Vorfluter. Bei Trennsystemen gibt es diesen Effekt weniger.
Das zeitweise Verbot der Einleitung von Küchenabfällen in die Kanalisation amerikanischer Städte nach dem Zweiten Weltkrieg schien überwiegend auf dem Überlauf in die Vorfluter bei starkem Regen sowie der Befürchtung zu beruhen, dass die bestehenden Anlagen überlastet werden könnten. Nach positiven Untersuchungsergebnissen, Lobbyarbeit der Gerätehersteller sowie Modernisierung der Kanalnetze wurden die Verbote fast überall aufgehoben.

### Auswirkungen auf Kläranlagen
Einige Kläranlagen leiden unter einem schlechten C/N-Verhältnis und müssen zur Erlangung der vom Gesetzgeber geforderten Grenzwerte für Stickstoff dem Abwasser Kohlenstoff zugeben, um die Denitrifikation durchführen zu können. Dies wird heute zumeist durch die Zugabe von Kohlenstoffquellen wie z. B. Methanol, Zucker, Essigsäure etc. erreicht. Durch die kohlenstoffhaltigen Küchenabfälle kann sich die Zugabe erübrigen. Kläranlagen mit einem hohen Anteil an stickstoffhaltigem Urin im Abwasser fügen dem Abwasser teilweise bereits zerkleinerte Bioabfälle hinzu.
Deutsche Kläranlagen praktizieren zunehmend die sogenannte Co-Vergärung. Zersetzbare Abfälle mit hohem Wasser- und ausreichend hohem Energieinhalt werden dabei zusammen mit dem Schlamm aus dem Vorklärbecken im Faulbehälter vergoren. Das entstehende Biogas (in Kläranlagen Klärgas genannt) mit einem hohen Methananteil wird in der Anlage verstromt. Die Abwärme wird zur Beheizung der Betriebsgebäude und Faulbehälter oder in Gasturbinen genutzt. Der Energiegehalt von Küchenabfall beträgt ungefähr 3,9 MJ je kg.

Die Kompostierung feuchter Bioabfälle kann demgegenüber mit einer etwas schlechteren Energie- und Klimabilanz verbunden sein. Häufig ist die Vermischung mit Grünabfällen vonnöten, um die Bildung anaerober Zonen sowie von Treibhausgasen (vor allem Methan) bei der Rotte in den Kompostmieten zu vermeiden. Alternativ kann dies durch häufiges Umsetzen der Mieten während der Rotte oder Verwendung von Trommelanlagen vermieden werden.
In kleinen Kläranlagen im ländlichen Raum, die nicht über Vorklärung und Faulung verfügen, erhöht sich durch zerkleinerte Küchenabfälle der Energiebedarf des Belebungsbeckens. Dispergierte und insbesondere gelöste Bestandteile der zerkleinerten Küchenabfälle lassen sich im Vorklärbecken nicht vollständig vom Wasser trennen, wodurch sich der Sauerstoff- und damit auch Energiebedarf im Belebungsbecken weiter erhöht.
Der Anfall an Klärschlamm wird sich erheblich erhöhen. Die Klärschlammbehandlung ist an vielen Anlagen aufwändig und teuer geworden, zumal in immer mehr Gebieten der Schlamm nicht mehr landwirtschaftlich verwertet werden darf.

## Nachteile
Die meisten Kommunen und Abwasserverbände in Deutschland verbieten die Verwendung von Küchenabfallzerkleinerern.
Beim Mischsystem würden die Küchenabfälle über die Überläufe in den Vorfluter gelangen, wenn das Kanalsystem bei Starkregen überlastet ist.
Durch das Ausspülen der zerkleinerten Küchenabfälle erhöht sich der Wasserverbrauch. Die Angaben zum Mehrverbrauch liegen zwischen „nicht nachweisbar“ und durchschnittlich 3 Liter pro Person und Tag. Der Energieverbrauch des Geräts liegt bei weniger als 2 bis 4 kWh pro Jahr.
Durch die Einführung von Küchenabfallzerkleinerern kann in der Regel auf Biotonnen nicht verzichtet werden, da diese etwa zur Entsorgung von Gras- und Strauchschnitt und anderen Abfällen benötigt werden, die sich nicht im Abfallzerkleinerer verarbeiten lassen.
Die Mehrzahl der in Deutschland montierten Spülbecken sind mit kleineren Abflussöffnungen ausgestattet als zur Montage eines Abfallzerkleinerers nötig. Zur Montage des Geräts ist dann in der Regel ein Austausch des Spülbeckens oder eine Vergrößerung der Ablauföffnung erforderlich.